# Ukhia
Ukhia è un sottodistretto (upazila) del Bangladesh situato nel distretto di Cox's Bazar, divisione di Chittagong. Si estende su una superficie di 261,8 km² e conta una popolazione di 121.514 abitanti (dato censimento 1991).